# Willie Brown
Willie Brown (ur. 6 sierpnia 1900 w Clarksdale, zm. 30 grudnia 1952 w Tunica) – amerykański gitarzysta i wokalista bluesowy, przedstawiciel bluesa Delty. Współpracował z takimi muzykami jak Charley Patton, Son House, Tommy Johnson czy Robert Johnson. Mimo wielkich możliwości wolał stać w cieniu gwiazd, którym podgrywał.
W 1930 nagrał dla wytwórni Parramount razem z Dickiem Bankstonem i Charleyem Pattonem dwa utwory "M & O Blues" i "Future Blues". Dla tej samej wytwórni wspomagał w nagraniach Son Housa i Louisa Johnsona.
Do dziś zachowały się trzy solowe utwory Williego Browna. Nagrany w 1929 roku "Rowdy Blues", wspomniany wyżej utwór "Future Blues" oraz ostatni nagrany dla Biblioteki Kongresu - "Make Me a Pallet on the Floor" z 1941 roku.
Willie Brown jest głównym bohaterem filmu Waltera Hilla z 1986 roku "Na rozdrożu".

## Instrumentarium
- Gibson L-1